# Desmond Williams (biskup)
Desmond A. Williams (ur. 19 kwietnia 1930 w Dublinie, zm. 24 lutego 2006), irlandzki duchowny katolicki, biskup pomocniczy Dublina.
Święcenia kapłańskie przyjął 4 czerwca 1955. Pracował jako duszpasterz w archidiecezji dublińskiej, będąc jednocześnie zaangażowanym w problematykę społeczną. Od 1980 przewodniczył Katolickiej Konferencji ds. Pomocy Społecznej (Crosscare). Był także rzecznikiem organizowania katolickich klubów sportowych.
W marcu 1985 został mianowany biskupem pomocniczym Dublina, ze stolicą tytularną Summa; sakrę biskupią odebrał 21 kwietnia 1985 z rąk ówczesnego arcybiskupa Dublina Kevina McNamary (jednym ze współkonsekratorów był nuncjusz w Irlandii Gaetano Alibrandi). Wkrótce po otrzymaniu sakry biskupiej zdrowie ks. Williamsa uległo pogorszeniu, miał m.in. problemy ze słuchem. W grudniu 1993 złożył rezygnację z obowiązków biskupich.
W czerwcu 2005 obchodził jubileusz 50-lecia święceń kapłańskich, zmarł pół roku później.